# 화성 용주사 금동향로
금동향로(金銅香爐)는 경기도 화성시 용주사에 있는 조선시대의 금동향로이다. 1972년 5월 4일 경기도의 유형문화재 제11호로 지정되었다.

## 개요
조선 정조(재위 1776∼1800)가 죽은 아버지 사도세자의 명복을 빌기 위해 창건한 용주사에 내려준 향로이다.
4면으로 된 몸체의 각 면에는 순금으로 덩굴무늬를 만들어 부쳤고, 사각으로 된 뚜껑에도 금 장식을 하였다. 뚜껑 꼭지 부분의 순금 장식물은 없어지고, 붙였던 흔적만 남아있다. 향로는 4개의 높다란 다리가 받치고 있으며 용모양이 조각되어 있다.
형태나 조각수법으로 미루어 명나라에서 만들어진 것으로 추측된다.

## 참고 문헌
- 금동향로 - 국가유산청 국가유산포털